# Fenilacetaldeído
Fenilacetaldeído ou feniletanal é um composto aromático encontrado no trigo sarraceno, no chocolate e muitos outros alimentos e flores.